# Liste des noms vernaculaires de bambous
Cette « liste des noms vernaculaires de bambou » recense les espèces et variétés de plantes désignées en français par un nom vernaculaire commençant par « bambou » ou contenant ce terme, qui appartiennent en quasi-totalité à la famille des Poaceae, sous-famille des Bambusoideae.

## Liste

### Poaceae
Selon la base de données globale de l'OEPP :
- bambou à bois  doré, Fargesia murielae
- bambou balcooa, Bambusa  balcooa
- bambou bleu, Drepanostachyum  falcatum
- bambou canebreak, Arundinaria  gigantea
- bambou carré, Chimonobambusa quadrangularis[2]
- bambou chandelle,  Semiarundinaria fastuosa[3]
- bambou commun,  Bambusa vulgaris[4]
- bambou creux,  Oldeania alpina
- bambou creux,  Thamnocalamus tessellatus[5]
- bambou d'Afrique du sud,  Thamnocalamus tessellatus

- bambou de la Réunion, Nastus  borbonicus
- bambou de l'Inde, Bambusa  tulda
- bambou de Makino, Phyllostachys  makinoi
- bambou de montagne sud-africain,  Thamnocalamus tessellatus
- bambou de Muriel, Fargesia  murielae
- bambou de Simon, Pleioblastus  simonii
- bambou d'hiver, Phyllostachys  edulis[6]
- bambou doré, Phyllostachys  aurea
- bambou du Tonkin, Pseudosasa  amabilis
- bambou élégant, Phyllostachys vivax[2]
- bambou épineux, Bambusa  arundinacea
- bambou épineux, Bambusa  bambos
- bambou flèche, Pseudosasa  japonica[7]
- bambou flexuosa, Phyllostachys  flexuosa
- bambou géant, Bambusa arundinacea
- bambou géant, Dendrocalamus  giganteus
- bambou géant, Phyllostachys  bambusoides
- bambou géant épineux, Bambusa  arundinacea[8]
- bambou géant madaké, Phyllostachys  bambusoides
- bambou géant noir,  Dendrocalamus asper
- bambou géant taïwanais,  Dendrocalamus latiflorus
- bambou henonis, Phyllostachys  nigra var. henonis
- bambou hindsii, Pleioblastus  hindsii
- bambou humilis, Phyllostachys  humilis
- bambou indocalamus, Indocalamus  latifolius
- bambou kikko, Phyllostachys  heterocycla
- bambou mâle, Dendrocalamus  strictus
- bambou madaké, Phyllostachys  bambusoides
- bambou métaké, Pseudosasa  japonica[7]
- bambou moso, Phyllostachys  edulis
- bambou multiplex, Bambusa  multiplex
- bambou nain, Pleioblastus  humilis var. pumilus
- bambou nain, Pleioblastus  pygmaeus
- bambou nain, Pleioblastus  humilis
- bambou nain couvre-sol,  Sasaella ramosa
- bambou noir,  Phyllostachys nigra[2]
- bambou noir du Japon,  Phyllostachys nigra
- bambou otatea, Otatea  acuminata
- bambou parapluie, Fargesia  murielae
- bambou pubescent, Phyllostachys pubescens[2]

- bambou puissant, Bashania  fargesii
- bambou roseau, Bambusa  arundinacea[2]
- bambou roseau, Bambusa  vulgaris
- bambou rouge, Himalayacalamus  falconeri
- bambou sulphurea, Phyllostachys  sulphurea

### Berberidaceae
- Bambou céleste, Nandina domestica

- Bambou merveilleux, Nandina domestica

- Bambou sacré, Nandina domestica

### Autres
- Dahlia bambou, Dahlia imperialis (dahlia impérial)[9]
- Renouée bambou, Reynoutria japonica (renouée du Japon)